# Machadiismayilli
Machadiismayilli est un village de la région de Zangilan en Azerbaïdjan.  Pendant les années de l'Empire russe, le village faisait partie du gouvernement d'Elisavetpol. 

## Histoire
Pendant la guerre du Karabagh, le village a été occupé par les forces armées arméniennes. Le 4 novembre 2020 lors de la guerre du Haut-Karabagh l'armée azerbaïdjanaise a repris le contrôle du village[réf. souhaitée].  